# Newport (Nebraska)
Newport es una villa ubicada en el condado de Rock en el estado estadounidense de Nebraska. En el Censo de 2010 tenía una población de 97 habitantes y una densidad poblacional de 117,77 personas por km².

## Geografía
Newport se encuentra ubicada en las coordenadas 42°36′1″N 99°19′42″O / 42.60028, -99.32833. Según la Oficina del Censo de los Estados Unidos, Newport tiene una superficie total de 0.82 km², de la cual 0.82 km² corresponden a tierra firme y (0%) 0 km² es agua.

## Demografía
Según el censo de 2010, había 97 personas residiendo en Newport. La densidad de población era de 117,77 hab./km². De los 97 habitantes, Newport estaba compuesto por el 97.94% blancos, el 0% eran afroamericanos, el 2.06% eran amerindios, el 0% eran asiáticos, el 0% eran isleños del Pacífico, el 0% eran de otras razas y el 0% pertenecían a dos o más razas. Del total de la población el 0% eran hispanos o latinos de cualquier raza.